# Марянян Степан Маїлович
Степан Маїлович Марянян (рос. Степан Маилович Марянян; нар. 21 вересня 1991, станиця Дінська, Дінський район, Краснодарський край) — російський борець греко-римського стилю, чемпіон та бронзовий призер чемпіонатів світу, чемпіон Європи, дворазоаий чемпіон Європейських ігор, володар та срібний призер Кубків світу. Майстер спорту міжнародного класу з греко-римської боротьби.

## Життєпис
Боротьбою почав займатися з 2000 року. Перший тренер Олександр Комов.
Виступає за СДЮШОР-8, Краснодар. Тренери — Ігор Іванов, Валерій Капаєв. Чемпіон Росії (2017 — до 59 кг). Срібний (2015, 2016 — до 59 кг) і бронзовий (2012, 2013 — до 55 кг) призер чемпіонатів Росії.
У збірній команді Росії з 2013 року.

## Спортивні результати на міжнародних змаганнях

### Виступи на Чемпіонатах світу
| Змагання                        | Збірна | Вагова категорія                 | Місце  |
| ------------------------------- | ------ | -------------------------------- | ------ |
| Чемпіонат світу з боротьби 2015 | Росія  | греко-римська боротьба, до 59 кг | 13     |
| Чемпіонат світу з боротьби 2017 | Росія  | греко-римська боротьба, до 59 кг | Бронза |
| Чемпіонат світу з боротьби 2018 | Росія  | греко-римська боротьба, до 63 кг | Золото |

### Виступи на Чемпіонатах Європи
| Змагання                         | Збірна | Вагова категорія                 | Місце  |
| -------------------------------- | ------ | -------------------------------- | ------ |
| Чемпіонат Європи з боротьби 2019 | Росія  | греко-римська боротьба, до 63 кг | Золото |

### Виступи на Європейських іграх
| Змагання              | Збірна | Вагова категорія                 | Місце  |
| --------------------- | ------ | -------------------------------- | ------ |
| Європейські ігри 2015 | Росія  | греко-римська боротьба, до 59 кг | Золото |
| Європейські ігри 2019 | Росія  | греко-римська боротьба, до 60 кг | Золото |

### Виступи на Кубках світу
| Змагання                    | Збірна | Вагова категорія                 | Місце  |
| --------------------------- | ------ | -------------------------------- | ------ |
| Кубок світу з боротьби 2012 | Росія  | греко-римська боротьба, до 55 кг | 4      |
| Кубок світу з боротьби 2013 | Росія  | греко-римська боротьба, до 55 кг | 10     |
| Кубок світу з боротьби 2015 | Росія  | греко-римська боротьба, до 59 кг | Срібло |
| Кубок світу з боротьби 2017 | Росія  | греко-римська боротьба, до 59 кг | Золото |

### Виступи на інших змаганнях
| Змагання                                         | Збірна | Вагова категорія                 | Місце  |
| ------------------------------------------------ | ------ | -------------------------------- | ------ |
| Турнір Івана Піддубного 2011                     | Росія  | греко-римська боротьба, до 55 кг | 13     |
| Кубок Вантаа з боротьби 2011                     | Росія  | греко-римська боротьба, до 60 кг | 7      |
| Меморіал Олега Караваєва 2011                    | Росія  | греко-римська боротьба, до 55 кг | Золото |
| Вогні Москви 2012                                | Росія  | греко-римська боротьба, до 60 кг | Золото |
| Турнір Івана Піддубного 2013                     | Росія  | греко-римська боротьба, до 55 кг | Золото |
| Вогні Москви 2013                                | Росія  | греко-римська боротьба, до 60 кг | Бронза |
| Турнір Івана Піддубного 2014                     | Росія  | греко-римська боротьба, до 59 кг | 15     |
| Кубок Хапаранди з боротьби 2014                  | Росія  | греко-римська боротьба, до 59 кг | Золото |
| Міжнародний турнір Любомира Івановича-Гедзи 2015 | Росія  | греко-римська боротьба, до 59 кг | Золото |
| Чемпіонат Росії з боротьби 2016                  | Росія  | греко-римська боротьба, до 59 кг | Срібло |
| Гран-прі Іспанії з боротьби 2016                 | Росія  | греко-римська боротьба, до 59 кг | Золото |
| Кубок Європейських націй з боротьби 2016         | Росія  | команда                          | Золото |
| Турнір Івана Піддубного 2017                     | Росія  | греко-римська боротьба, до 59 кг | Бронза |
| Чемпіонат Росії з боротьби 2017                  | Росія  | греко-римська боротьба, до 59 кг | Золото |
| Кубок Алроси 2017                                | Росія  | команда                          | Золото |
| Турнір Івана Піддубного 2018                     | Росія  | греко-римська боротьба, до 60 кг | 9      |
| Турнір міста Сассарі з боротьби 2018             | Росія  | греко-римська боротьба, до 63 кг | Золото |
| Турнір Г. Картозія і В. Балавадзе 2018           | Росія  | греко-римська боротьба, до 63 кг | Золото |
| Чемпіонат Росії з боротьби 2018                  | Росія  | греко-римська боротьба, до 63 кг | Золото |
| Міжнародний турнір Любомира Івановича-Гедзи 2018 | Росія  | греко-римська боротьба, до 63 кг | Золото |
| Турнір Дана Колова — Николи Петрова 2019         | Росія  | греко-римська боротьба, до 63 кг | Золото |
| Кубок Росії 2020                                 | Росія  | греко-римська боротьба, до 60 кг | Золото |

### Виступи на змаганнях молодших вікових груп
| Змагання                                       | Збірна | Вагова категорія                 | Місце  |
| ---------------------------------------------- | ------ | -------------------------------- | ------ |
| Чемпіонат Європи з боротьби серед кадетів 2007 | Росія  | греко-римська боротьба, до 46 кг | Золото |
| Чемпіонат Європи з боротьби серед кадетів 2008 | Росія  | греко-римська боротьба, до 50 кг | Золото |
| Чемпіонат світу з боротьби серед юніорів 2010  | Росія  | греко-римська боротьба, до 55 кг | Золото |
| Чемпіонат світу з боротьби серед юніорів 2011  | Росія  | греко-римська боротьба, до 55 кг | 15     |